# Liste des cardinaux créés par Nicolas III
Au cours de son pontificat de 1277 à 1280, le pape Nicolas III a créé 9 cardinaux dans un unique consistoire.

## 12 mars 1278
- Ordoño Alvares, archevêque de Braga (cardinal-évêque de Frascati)
- Bentivenga da Bentivengi, O.F.M., évêque de Todi (cardinal-évêque d'Albano)
- Latino Malabranca Orsini, O.P., neveu du Pape (cardinal-évêque de Ostia e Velletri)
- Robert Kilwardby, O.P., archevêque de Canterbury (cardinal-évêque de Porto-Santa Rufina)
- Erhard de Lessines, évêque d'Auxerre (cardinal-évêque de Palestrina)
- Gerardo Bianchi, protonotaire apostolique (cardinal-prêtre de SS. XII Apostoli puis cardinal-évêque de Sabina)
- Girolamo Masci, O.F.M., ministre de son ordre (cardinal-prêtre de S. Pudenziana, puis cardinal-évêque de Palestrina), élu pape Nicolas IV
- Giordano Orsini, frère du Pape (cardinal-diacre de S. Eustachio)
- Jacopo Colonna, archidiacre de Pise (cardinal-diacre de S. Maria in Via Lata); excommunié le 10 mai 1297, restauré cardinal-diacre sans titre le 15 décembre 1305